# 刘艳玲
刘艳玲（1968年11月—），女，汉族，甘肃通渭人，中华人民共和国政治人物。现任海南省政协副主席，民盟中央常委、民盟海南省委主委。